# Parsonsia bartlensis
Parsonsia bartlensis là một loài thực vật có hoa trong họ La bố ma. Loài này được J.B.Williams mô tả khoa học đầu tiên năm 1996.